# Klaas Lodewyck
Klaas Lodewyck (Roeselare, provincia de Flandes Occidental, 24 de marzo de 1988) es un ciclista belga que fue profesional entre 2008 y 2015.

## Trayectoria
Pasó en 2008 por el filial del equipo Rabobank Cycling Team, el Rabobank Continental. Posteriormente, ya en el profesionalismo, corrió para el Topsport Vlaanderen. Dos años después fichó por el equipo Omega Pharma-Lotto, donde estuvo una temporada para luego pasar al equipo estadounidense BMC Racing Team en donde permanece en la actualidad.
En agosto de 2014 se le detectó un ritmo cardíaco irregular obligándole a dejar la competición momentáneamente y durante un tiempo indefinido. Tras su retirada, se convirtió en director deportivo del conjunto BMC Racing. En 2019 fichó como director deportivo del conjunto Quick-Step Floors.

## Palmarés
2007 (como amateur)
- 1 etapa de la Ronde de l'Oise
- 1 etapa del Triptyque des Barrages

## Resultados en Grandes Vueltas y Campeonatos del Mundo
| Carrera         | Carrera         | 2008 | 2009 | 2010 | 2011  | 2012  | 2013  | 2014 | 2015 |
| --------------- | --------------- | ---- | ---- | ---- | ----- | ----- | ----- | ---- | ---- |
|                 | Giro de Italia  | —    | —    | —    | 147.º | —     | Ab.   | —    | —    |
|                 | Tour de Francia | —    | —    | —    | —     | —     | —     | —    | —    |
|                 | Vuelta a España | —    | —    | —    | —     | 116.º | 120.º | —    | —    |
| Mundial en Ruta | Mundial en Ruta | —    | —    | —    | 63.º  | —     | —     | —    | —    |

—: no participa 

Ab.: abandono

## Equipos
- Rabobank CT (2008)
- Topsport Vlaanderen-Mercator (2009-2010)
- Omega Pharma-Lotto (2011)
- BMC Racing Team (2012-2015)